# Lucien Louis Daniel
Pour les articles homonymes, voir Daniel.
Lucien Louis Daniel, né le 1er novembre 1856 à La Dorée (Mayenne) et mort le 26 décembre 1940, est un botaniste français qui a consacré ses recherches à l'étude de la greffe chez les végétaux, spécialiste des Chimères végétales, ou encore hybrides de greffe. Il est reconnu avec Ivan Mitchourine comme fondateur de la science des moyens de transformation dirigée des végétaux. Ses principaux ouvrages sont sur la pomologie, la question phylloxérique, le greffage et la crise viticole et les mystères de l'hérédité symbiotique. Il développa ses études des notions que l'on retrouve chez Ivan Mitchourine et Luther Burbank.
Même si la transmission héréditaire par le greffage reste erronée, les travaux de Daniel ont contribué l'agronomie moderne. Pour plusieurs scientifiques, une partie des conclusions des travaux de Daniel sont à réviser, sinon à les prendre que comme des éléments de contexte historique. Ses conclusions et ses théories sur la greffe ont été combattues par les spécialistes de ces questions. Dans le grand public, sa grande popularité lui vint de ses importants travaux sur la vigne et surtout de ses essais concluants d'acclimatation de certains cépages au nord de la Loire et principalement en Bretagne.

## Biographie

### Origine
Né à La Bigottière, en La Dorée, le 1er janvier 1856, il est issu d'une famille d'agriculteurs. Il a deux frères Romain et Didier.
Son père, Romain Daniel, est propriétaire à la Bigottière, commune de La Dorée, est marié à Anna Guilloux. Producteur de cidre, il établissait lui-même ses pépinières en sélectionnant les meilleures variétés de la région. Il est aussi l'auteur d'un procédé original de bouturage du Pommier.

### Études
Son père rêvait de faire de son fils un clerc de notaire. Lucien refuse ceci; et après une explication franche avec son père, rejoint l'école de Lassay pour préparer son brevet élémentaire.
Après la guerre franco-allemande de 1870, Lucien Daniel participe sous la direction de son père, pendant cinq ans, aux travaux agricoles du domaine familial.

### Professeur
En 1876, il devient élève de l'École normale primaire de Laval. Il y reçoit ses premières leçons d'horticulture et d'arboriculture par Gustave Rivière.
Premier de sa promotion en 1879, il sort comme instituteur mais tout en préparant le brevet supérieur. Après un bref séjour à l'École Primaire Supérieure d'Ernée, de septembre 1879 à février 1880, il est nommé sur la proposition de ses chefs, répétiteur au lycée de Laval, où il restera jusqu'en octobre 1881.
Il a entre-temps, passé son baccalauréat ès-sciences. Il est nommé en 1881 professeur de sciences physiques et naturelles au collège de Château-Gontier, où il reste jusqu'en 1895. Il se marie en 1883 avec  Marie Louise Robin, et en 1887, son fils Jean-Lucien naît. En parallèle à ses activités professorales, il va suivre chaque jeudi les cours de la Faculté des sciences de Rennes.
En novembre 1887, il est reçu licencié ès-sciences.

### Docteur
Il prépare ensuite son doctorat au Laboratoire de botanique de Faculté des sciences de Paris, sous la direction de Gaston Bonnier, dont il est un des premiers élèves. Ses premières découvertes semblent être liées en 1889 à la découverte de la présence et du rôle de l'inuline dans les capitules de certains Asteraceae.
Il soutient sa thèse en  août 1890 :  Recherches anatomiques et physiologiques sur les bractées de l'involucre des composées.

#### Pomologie
C'est également à cette époque que développant l'enseignement reçu de Gustave Rivière, il se livre à d'importantes recherches sur la Pomologie et la fabrication des Cidres puis sur la Greffe et le choix des greffons dans les arbres fruitiers sur la Cheimatobie et la greffe du pommier, sur le Noircissement du cidre.
À cette époque, la France est encore touchée par la crise phylloxérique qui ravage le vignoble, et la culture des pommiers et la production de cidre connait un renouveau. En 1890, le conseil général de la Mayenne et la municipalité de Château-Gontier mettent à sa disposition non seulement une partie du champ d'expériences réservé au professeur d'Agriculture, mais aussi des subventions. Avec, il établit, dès la fin de 1892, dans une ferme qui lui appartenait un petit verger d'études, à Loigné. Daniel recommande alors l'utilisation d'arbres non greffés, en raison de leur longévité. C'est aussi à cette époque, entre 1892 et 1894, qu'il effectue ses premiers essais sur les Cidres en collaboration avec Léon Marie Dufour, directeur-adjoint du Laboratoire de Biologie végétale de Fontainebleau avec des méthodes novatrices, qui ne peuvent être poussées jusqu'à des conclusions définitives.

#### La Greffe
À partir de l'automne 1890 ses travaux portent aussi essentiellement sur la greffe et ses applications, à la suite de l'étude effectuée dans sa thèse. Il a travaillé sur de nombreux types de végétaux, plantes potagères, ornementales, à parfum, sauvages, arbres fruitiers, vigne, topinambours...
En 1891, il publie aux Comptes-rendus de l'Académie des sciences, un premier travail sur ce sujet et pendant près de cinquante années la plupart de ses travaux vont être consacrés à cette question de la greffe. En 1892, il aborde expérimentalement l'étude des greffes herbacées et dès 1894, il annonce la création de variétés nouvelles par la greffe, contrairement à l'opinion jusqu'alors classique du maintien par le greffage des caractères chez les plantes greffées ou leur descendance.
Il affirme la réalité des hybrides de greffe en 1894, dans une communication aux comptes-rendus de l'Académie des sciences. Ce fut aussi le début de son obsession des variations provoquées par la greffe, car après avoir annoncé l'apparition de variétés nouvelles par la greffe, il allait plus tard signaler la découverte d'espèces nouvelles provoquées par le greffage, et s'obstiner de plus en plus à croire que ces prétendues espèces sont de vraies espèces héréditaires. À partir de ce moment, il publie une suite ininterrompue de mémoires et de notes où il a accumulé une grande masse de faits observés avec bonne foi sur des plantes qu'il a greffées à l'infini, déployant pour cela une très grande habileté.
En 1894 et 1895, il avait démontré l'influence du sujet sur la postérité du greffon et obtenu par semis des graines d'un chou rave greffé sur chou cabus une race de moëllier de printemps, résistant au froid, qui supporte bien les hivers, alors que le moellier ordinaire gèle souvent.
Dans le même ordre d'idées, il produisit (1898-1899) des races nouvelles de haricots dont les unes étaient vivaces et les autres remontantes.
Il améliore la Carotte sauvage par sa greffe sur Carotte cultivée et par le semis de ses graines. En 1902, il publie en collaboration avec Victor Thomas, une note sur l'utilisation des minéraux par les plantes greffées, et il montre comment, par accoutumance progressive, on peut associer des espèces dont les appétences sont normalement opposées. De même, il redonne une vitalité nouvelle à une branche sénile de Scopolia par sa greffe sur Tomate jeune et elle fournit de nouvelles fleurs en devenant remontante.
Plus tard, il constate l'influence du greffage sur la production des monstruosités (1906); en 1914, il met au point la question de l'hybridation asexuelle et publia une Classification rationnelle des symbioses.
Il cite ainsi les cas du navet greffé sur le chou et dont les graines ont donné des navets à tubercules de taille plus réduite que les témoins et à goût de chou.
Il serait pourtant injuste de denier à ses travaux sur la greffe toute valeur. Si on ne peut en accepter les conclusions, on prendra longtemps grand intérêt à les consulter. Son principal travail d'ensemble : Études sur la greffe (1927-1930) représente certainement ce qu'on a publié de plus complet sur ce sujet au début du XXe siècle.
Dans ses dernières publications et notamment dans son ouvrage : Études sur la greffe (1930), il semble avoir été moins absolu qu'il ne l'avait été autrefois (dans la période 1892-1912), relativement aux variations que provoque la greffe.

#### Mycologie, botanique et biologie végétale en Mayenne
En quatre années, Lucien Daniel recueille un nombre suffisant de documents sur la mycologie de la Mayenne pour publier en 1892 une importante liste de Champignons basidiomycètes. Puis en quatre suppléments, parus entre les années 1892-96, il ajouta encore une centaine d'espèces. Il s'intéressa aussi aux Ascomycètes et aux Champignons inférieurs, et il en donna des localités pour près de 150 espèces.
Lucien Daniel, en complément de ce qui avait été déterminé par Sosthène Duclaux et Charles Chedeau, y fait de nouvelles et intéressantes découvertes. C'est dans
Le Monde des Plantes, la revue d'Hector Léveillé qui s'ouvrait tout particulièrement aux botanistes de la Mayenne, qu'il signala, en plusieurs notes un nombre important de plantes peu communes, rares ou même nouvelles pour le département.
En biologie végétale, il a donné plusieurs travaux qui ne laissent pas d'être originaux ou intéressants. C'est ainsi que l'influence du drainage et de la chaux sur la végétation spontanée du département lui permet de constater d'importantes modifications dans la constitution du tapis végétal.

### Université de Rennes
En 1895, il est nommé professeur de sciences naturelles au lycée de Rennes. Il se fait remarquer par ses chefs hiérarchiques; et il en est rapport avec le botaniste Louis Crié, professeur à la Faculté des sciences de Rennes.
En 1901, il est autorisé à faire à la Faculté des sciences de Rennes un cours libre de botanique appliquée à l'Horticulture.
À la suite de ces cours, une maîtrise de conférences de botanique appliquée est créée, sur l'initiative du doyen, Georges Lechartier, chimiste, et de Louis Joubin, alors professeur de zoologie à la Faculté. Elle est confiée à Lucien Daniel et deux ans plus tard, elle était transformée avec le concours de la ville de Rennes, en chaire magistrale chaire qu'il occupera jusqu'en 1927, date où lui sera confié l'honorariat.
Nombreux ont été ses élèves parmi lesquels plusieurs ont présenté des thèses remarquées de doctorat es sciences. Parmi eux des étudiants étrangers, roumains, russes, chinois, américains qu'attire l'enseignement original du maître.
Président du Comité de Bretagne des plantes médicinales, Lucien Daniel sut donner à la cueillette et à la culture des simples une active impulsion.

#### Botanique et Bretagne
En 1906, il fonda la Société bretonne de botanique et publia depuis cette date jusqu'en 1935 la Revue Bretonne de Botanique. Dans la presse et dans L'Ouest-Éclair, il fait œuvre de vulgarisation scientifique en publiant plusieurs articles.
C'est dans la Revue bretonne de botanique, ainsi que dans le Bulletin de la Société scientifique de l'Ouest, qu'ont été publiées de nombreuses notes et même des
travaux de longue haleine, encore inachevés, telles que les Recherches sur la Flore d'Erquy et l'influence du climat marin sur la végétation (1916 a 1927). L'Introduction de cet ouvrage est dédié, par Lucien Daniel, à son fils Jean Daniel, mort pour la France, le 24 septembre 1915.

### Horticulture scientifique
Disciple de Mitchourine, il a rapporté, tout au long de sa carrière, une série de cas, pour lui positifs, de transmission héréditaire de variations liées au greffage, touchant soit des caractéristiques morphologiques, soit le comportement physiologique et la composition chimique.
Ses travaux ont porté sur diverses parties de la botanique ayant un intérêt pratique étude sur les champignons répartitions géographiques des plantes Indigènes de l'Ouest de la France et surtout ses recherches sur la greffe et des opérations d'horticulture.
C'est dans ce dernier domaine des Sciences appliquées qu'à peine avait-on abordé avant lui que Lucien Daniel obtient une notoriété , et qu'il demeure comme l'un des fondateurs de l'horticulture scientifique.
Ses études sur la variation par la greffe et l'hérédité des caractères acquis venaient à l'appui des conceptions de Jean-Baptiste de Lamarck et les résultats qu'il avait obtenus eurent un grand retentissement non seulement en France, mais à l'étranger. C'est donc en 1898 que Lucien Daniel formule sa théorie des capacités fonctionnelles, en même temps qu'il donnait un ensemble de faits concernant l'hérédité des caractères acquis par la greffe.
Dans les années 1900, il mène des recherches dans son jardin d'Erquy.

### Vignoble

#### Greffe de la vigne?
À l'époque, la reconstitution du vignoble par le greffage sur pieds américains était loin de donner les résultats espérées. De nombreux viticulteurs qui voyaient le salut dans l'hybridation de la vigne, organisèrent un Congrès international de l'hybridation de la vigne à Lyon du 15 au 17 novembre 1901. Lucien Daniel, est nommé rapporteur de la question greffage.
Au cours de ce congrès, il présente une méthode originale de greffage dite méthode Winkler. Il soulève à cette occasion une émotion profonde dans le monde viticole en mettant en garde contre l'abâtardissement des vieux cépages, la diminution de qualité des vins de grand cru et l'abondance causée par la reconstitution qui devait conduire à la mévente. Le congrès est l'objet de violentes oppositions avec les  « américanistes », pour lesquels le greffage de cépages français sur plants américains est la seule solution pour renouveler le vignoble après le phylloxéra, tels que Louis Ravaz et Pierre Viala.

#### Oppositions aux «américanistes»
Les événements lui ayant donné raison, en 1903, le ministre de l'Agriculture missionne Daniel pour étudier l'effet de la greffe sur le vignoble français. Daniel remplit consciencieusement, mettant le souci de la vérité scientifique au-dessus des intérêts particuliers. Le 2 février 1904, il dépose au ministère de l'Agriculture, un rapport concluant que « le greffage fait varier la Vigne et son principal produit, le vin ». L'homme de science qui se heurte de gros intérêts est violemment combattu. Ses travaux doivent faire face à l'opposition des « américanistes », et aux intérêts économiques de la production de vin.
La culture du pommier et du cidre connaissait alors une renaissance, et certains reprochèrent et insinuèrent que Daniel était au service d'intérêts opposés à la reconstitution du vignoble. Les résultats obtenus par Daniel, et Charles Laurent[Lequel ?] sont présentées par Gaston Bonnier à l'Académie des sciences qui en souligne l'intérêt, mais la Note ne fut pas insérée dans les Comptes-rendus.

#### Climat explosif
Le climat dans lequel Daniel mène ses recherches sur l'influence de la greffe dans le vignoble français est explosif. 1907 est ainsi marquée par la Révolte des vignerons de 1907. Plusieurs personnalités défendent les thèses de Daniel : hybrideurs de vignes comme Jurie, Pierre Castel et François Baco et dans le domaine de l'Arboriculture fruitière, des praticiens comme Alfred Nomblot.
En 1906, Daniel fait planter deux ares de Baco 1 dans le jardin de son laboratoire. Il recommandait la culture de ce cépage en Bretagne.
Malgré le travail énorme accompli par Daniel, malgré la masse des faits qu'il avait rassemblés, et le nombre de publications, les Américanistes vont vaincre. Le congrès international d'Angers n'accorde pas la parole aux tenants de l'idée selon laquelle la greffe peut détériorer la vigne...
Daniel alla jusqu'à déclarer que la viticulture avait fait fausse route en greffant et que les plants greffés étaient moins résistants aux maladies cryptogamiques (Oïdium et Mildiou). Dans ces affirmations, il se heurta à l'opposition très vive de Pierre Viala, Gervais[Lequel ?], Georges Couderc et d'autres spécialistes de la vigne et aussi aux critiques de divers savants: Léon Guignard, Edouard Griffon, Henri Colin.

#### Blâme
Le 25 juillet 1908, Daniel est relevé de sa mission probablement à la suite des polémiques dont s'était alors fait l'écho le Times de Londres.
Daniel y indique que : Malgré les incontestables progrès de la vinification, les vins de cru (ont) perdu par la greffe leurs caractères distinctifs. Ils ne sont plus comparables aux anciens : C'est là le fait brutal. La réaction à cet article est brutal en France par crainte de non-exportation. Des adversaires de Daniel lui prêtent des phrases qu'il n'avait pas écrites. Le ministre de l'Agriculture, lui enleva sa mission en lui adressant un blâme en juin 1908.
Lucien Daniel n'en continua pas moins son combat avec des moyens réduits. Violemment combattu, parfois même avec mauvaise foi, il n'en consigne pas moins ses observations dans un ouvrage, intitulé : La question phylloxerique, le greffage et la crise viticole (3 fascicules : 1906-1908, 1909-1913, 1914-1919), qui eut un énorme retentissement.

#### Griffon
Edouard Griffon (1869-1912), refit à partir de 1905 sur des plantes herbacées, les expériences de greffage qu'avait faites précédemment Daniel. À la Quatrième conférence internationale de Génétique tenue à Paris en 1911 il met en cause Daniel, et fait connaître les résultats suivants. Les grands sélectionneurs, Georges Couderc et Erwin Baur, présents à la Conférence furent de l'avis d'Édouard Griffon, mais Lucien Daniel ne désarma pas.
À partir de cette époque, Daniel ne s'occupa plus de la Vigne, sinon pour recommander la culture en Bretagne et en Mayenne, de nouveaux cépages précoces résistants au froid, obtenus par François Baco, précisément dans des expériences de greffage. En 1919, Louis Daniel plante un petit vignoble en Baco à Bouillant, près de Vern-sur-Seiche,.

### Plantes à parfum
En 1914, il est à nouveau chargé de mission par le ministre de l'Agriculture et accrédité par le ministre des Affaires Étrangères près de ses agents à l'étranger. Après la Première Guerre mondiale, il est chargé par l’Office National des matières végétales au ministère du Commerce, pour la droguerie, la distillerie, la pharmacie, et la parfumerie. Il s'agit pour Daniel d'une nouvelle orientation de ses activités, avec l'étude des plantes à parfum.
Il est ainsi chargé d'une mission en Angleterre, voyage dont il put rapporter la vraie Menthe de Mitcham et la propager en France. Puis, en 1920, il est chargé avec Auguste Meunissier d'une mission concernant les plantes à parfum du midi de la France, dont la culture de la rose et du jasmin. Il travaille  sur les « variations des parfums sous l'influence du greffage » (1923), puis s'intéresse aux greffes de Menthe (1926), d'Absinthe (1924) et notamment à la descendance de l'Absinthe greffée sur Chrysanthème (1927).

### Topinambour
Parmi les travaux les plus marquants, il y a aussi ses recherches sur les topinambours. Il obtint après 27 ans de greffages successifs, notamment sur soleils, des graines de topinambours, fait qui ne s'était jamais produit en France depuis leur introduction. Ce résultat lui permit d'obtenir des variétés innombrables tant alimentaires qu'ornementales. Les tubercules ainsi produits ont un valeur comestible.
Dans les divers semis, il a pu sélectionner des variétés alimentaires à tubercules de goût excellent et de forme allongée lisse, faciles à laver. En 1932, 1933, 1934 et 1935, il a obtenu de véritables hybrides de greffe entre le Soleil annuel et le Topinambour qui, tout en conservant des rhizomes souterrains, portent des capitules à fleurs ornementales rappelant à la fois le Soleil et le Topinambour. À ces variétés a été donné le nom d'Helianthus tuberannuus; elles ont été distribuées a des établissements publics français et étrangers ainsi qu'à des amateurs.

### Postérité

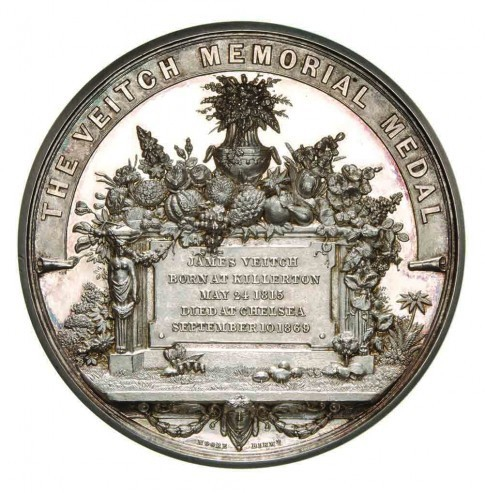
Médaille Veitch

Il prend sa retraite autour de 1926. Il est élu correspondant de l'Académie des sciences, le 10 mars 1930 (section de botanique).
À diverses reprises, les ouvrages de Lucien Daniel sont honorés de souscriptions du ministère de l'Instruction publique et ils obtiennent des récompenses appréciées médaille d'or à l'effigie d'Olivier de Serres, à l'Académie d'agriculture; diplômes d'honneur à la Société des Agriculteurs de France: médailles d'or à la Société nationale d'horticulture de France.
L'Académie des sciences lui attribua le prix Philippeaux réservé jusqu'alors aux zoologistes et qui fut donné au botaniste sur le rapport de Léon Guignard. Il obtient par la Royal Horticultural Society la Médaille commémorative Veitch en 1904.
En 1923, il est fait chevalier de la Légion d'honneur, puis officier en décembre 1937. Le 19 décembre 1936, ses collègues, ses amis et ses anciens élèves se réunirent à Rennes pour fêter son jubilé et lui remettre un livre jubilaire : Mélanges dédiés au Professeur Lucien Daniel, auquel avaient collaboré de nombreux botanistes.
En 1937, il confie à L. Winter la mission de présenter l'ensemble de son œuvre au Palais de la Découverte à Paris, lors de l'Exposition universelle de 1937.
Les travaux de Lucien Daniel ont eu au moins comme résultat de provoquer de nombreuses recherches sur des problèmes de très grande importance, concernant la Botanique Appliquée; il forma des élèves qui, comme François Baco, Émile Miège, Constantin T. Popesco, Pierre Seyot, Henry des Abbayes, Philippe Malzevin, etc., ont fait progresser la science qui lui était chère. Il a été l'un des rares Professeurs de l'enseignement supérieur français ayant consacré toute sa carrière à l'étude des problèmes de la science à la biologique appliquée.
Lucien Daniel est enterré à Erquy.

### Fils
Son fils Jean Daniel est né le 2 décembre 1887 à Château-Gontier et mort le 24 septembre 1915 à Perthes-lès-Hurlus lors de la Bataille de Champagne pendant la Première Guerre mondiale.
Il prépare sous la direction de son père un travail d'écologie végétale. Mobilisé comme sous-lieutenant au 28e régiment d'artillerie, il fut tué devant l'ennemi. Il apparait sous son seul nom de famille dans la liste des tués du 28e régiment d'artillerie . Il a été nommé chevalier de la Légion d'honneur à titre posthume. Quelques semaines auparavant, il avait déposé un mémoire pour l'obtention du doctorat ès-sciences naturelles à la Faculté des sciences de l'Université de Paris .

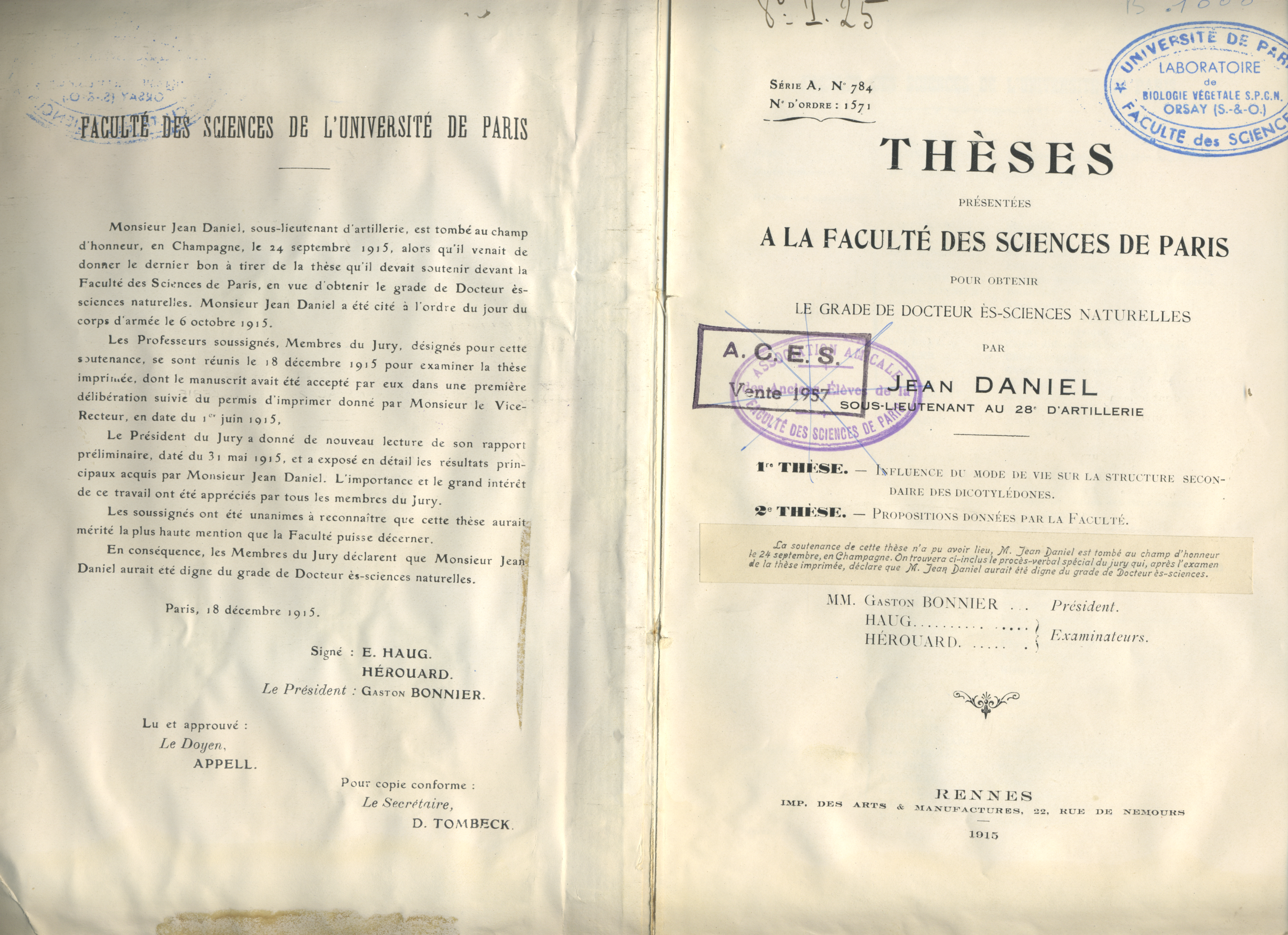
Préambule et page de garde du mémoire présenté pour la Thèse de Doctorat de Mr Jean Daniel

En préambule à son mémoire de thèse est attachée un document relatant les circonstances exceptionnelles de la soutenance:
FACULTÉ DES SCIENCES DE L’UNIVERSITÉ DE PARIS

Monsieur Jean Daniel, sous-lieutenant d’artillerie, est tombé au champ d'honneur, en Champagne, le 24 septembre 1915, alors qu'il venait de donner le dernier bon à tirer de la thèse qu’il devait soutenir devant la Faculté́ des sciences de Paris, en vue d'obtenir le grade de Docteur ès-sciences naturelles. Monsieur Jean Daniel a été cité à l'ordre du jour du corps d'armée le 6 octobre 1915.

Les Professeurs soussignés, Membres du Jury, désignés pour cette soutenance, se sont réunis le 18 décembre 1915 pour examiner la thèse imprimée, dont le manuscrit avait été accepté par eux dans une première délibération suivie du permis d’imprimer donné par Monsieur le Vice-Recteur, en date du 1er juin 1915.

Le Président du Jury a donné de nouveau lecture de son rapport préliminaire, daté du 31 mai 1915, et a exposé en détail les résultats principaux acquis par Monsieur Jean Daniel. L’importance et le grand intérêt de ce travail ont été appréciés par tous les membres du jury.

Les soussignés ont été unanimes à reconnaître que cette thèse aurait mérité la plus haute mention que la Faculté puisse décerner.

En conséquence, les Membres du Jury déclarent que Monsieur Jean Daniel aurait été digne du grade de Docteur ès-sciences naturelles.

Paris, 18 décembre 1915

Signé : E. HAUG.

HÉROUARD.

Le Président : Gaston BONNIER

Lu et approuvé :

Le Doyen,

APPELL.

Pour copie conforme :

Le Secrétaire,

D. TOMBECK
Un monument de Louis-Henri Nicot situé à La Dorée célèbre la mort de Jean Daniel.
Jean Daniel est l'auteur de :
- Additions à la Floride d'Erquy (Côtes-du-Nord) (Revue bretonne de Botanique, juillet 1907).
- Les Champignons d'Erquy (Revue bretonne de Botanique, décembre 1909).
- Sur la structure des branches courtes et âgées de quelques arbres (C. R. de l'Acad. des sciences, juin 1910).
- Étude comparée chez le Hêtre des branches allongées et des branches courtes de même âge (Rennes, 1910). - Diplôme d'Études supérieures.
- Les Galles d'Erquy (Revue bretonne de Botanique, 1911).
- Supplément aux Champignons d'Erquy (Revue bretonne de Botanique, 1911).
- Une Bignoniacée géante (Revue horticole, 16 novembre 1911).
- Étude sur les branches longues et les branches courtes de quelques arbres (Revue bretonne de botanique, 1912).
- Notes sur la Flore d'Erquy (Revue bretonne de Botanique, 1912).
- Une plante intéressante, le Petasites vulgaris (Revue horticole, 1er février 1912).
- Influence du mode de vie sur la structure secondaire des Dicotylémones : croissance et âge des plantes (Thèse de doctorat posthume, 120 fig. et 56 planches, Rennes, 1915).

## Espèces
Il est l'auteur binomial d'une espèce de plante de la famille des Rosaceae: le Pirocydonia winkleri L.L.Daniel ex Bois. (Revue Horticole. Paris. 1914, n. s. xiv. 27).

## Publications
Les articles de Lucien Daniel parus dans la Revue bretonne de botanique pure et appliquée (nos 1 à 8) sont consultables en ligne.

### 1888
- Structure anatomique comparée de la feuille et des bractées de l'involucre dans les Chicoracées, Bulletin de la Société botanique de France, Paris, 1888.

### 1889
- Structure anatomique comparée de la feuille et des bractées de l'involucre dans les Corymbiferes, Bulletin de la Société botanique de France, Paris, 1889.
- Sur la présence de l'inuline dans les capitules d'un certain nombre de Composées, Comptes rendus de la Société de Biologie, Paris, 1889.
- Structure comparée de la feuille et des bractées de l'involucre dans les Cynarocéphales et généralités sur les Composées, Bulletin de la Société botanique de France, Paris, 1889.
- Structure anatomique comparée des bractées florales, des feuilles verticales et des feuilles engainantes, Bulletin de la Société botanique de France, 1889.

### 1890
- Recherches anatomiques et physiologiques sur les bractées de l'involucre des Composées, Paris, G. Masson, 1890, in-8°, 107 p[40],[41]

### 1891
- Le tannin dans les Composées (Revue générale de Botanique, Paris, 1891)[42].
- Note sur l'influence du drainage et de la chaux sur la végétation spontanée dans le département de la Mayenne. Revue générale de Botanique, t. III, p. 249-254. 1891[43].
- Sur les racines napiformes transitoires des Monocotyléclones (Revue générale de Botanique, Paris, 1891)[44].
- Sur la greffe des parties souterraines des plantes (Comptes rendus de l'Académie des Sciences, 21 septembre 1891)[45].

### 1892
- Recherches sur la greffe des Cruciferes (Comptes rendus de l'Académie des Sciences, 30 mai 1892).
- Liste des champignons basidiomycètes récoltés jusqu'à ce jour dans le département de la Mayenne, Angers, Germain et G. Grassin, 1892, in-8°, 76 p. Bulletin de la Société d'Études scientifiques d'Angers, Angers, 1892[46].
- Sur la greffe des plantes en voie de germination (Comptes rendus de l'Association française pour l'Avancement des Sciences, Congrès de Pau, 1892).

### 1893
- De la transpiration dans la greffe herbacée (Comptes rendus de l'Académie des Sciences, 10 avril 1893).
- Les Champignons de la Mayenne, 1er, 2e, 3e et 4e supplément. Bulletin de la Société Scientifique et médicale de l'Ouest, 4e trimestre 1892, p. 311-314; 4e trimestre 1893, p. 291-300; 4e trimestre 1894, p. 267-286; 4e trimestre 1896, p. 270-271[47].

### 1894
- Recherches historiques sur les botanistes mayennais et leurs travaux… Première partie. Notice sur J.-B. Denis Bucquet, suivie de la Topographie médicale de la ville de Laval de cet auteur, Angers, Germain et G. Grassin, 1893, in-8°, 122 p[48],[49]
- Le Cynips Calicis en Maine-et-Loire (Bulletin de la Société scientifique et médicale de l'Ouest, Rennes, 1894).
- Recherches morphologiques et physiologiques sur la greffe (Revue générale de botanique, in-8°, 33 pages et 2 planches, Paris, 1894)[50].
- Contribution à l'étude de la Flore de la Mayenne…, Paris, J. Lechevalier, 1894, in-8°, 10 p.[51],[52]
- Sur quelques applications pratiques de la greffe herbacée (Revue générale de botanique), Paris, 1894, 16 pages et 2 planches en phototypie[53].
- Parasites et plantes greffées (Revue des Sciences naturelles de l'Ouest, 1894)[54].
- Création de variétés nouvelles par la greffe (Comptes rendus de l'Académie des Sciences, 30 avril 1894)[55].
- Note sur le coupage des cidres (en collaboration avec Léon Marie Dufour) (Le Cidre et le Poiré, 1894).
- Étude anatomique sommaire sur les débuts de la soudure dans la greffe (Comptes rendus de l'Association française pour l'Avancement des Sciences, Congrès de Caen,

1894).
- La Greffe de la Pomme de terre (Bulletin de la Société horticole d'Ille-et-Vilaine, Rennes, 1894).

### 1895
- Un nouveau Chou fourrager (Revue générale de Botanique, 1895)[56].
- Influence du sujet sur la postérité du greffon..., Le Mans, impr. de E. Monnoyer, 1895, in-8°[51],[57]
- Greffe de l'Aubergine sur la Tomate (Bulletin de la Société scientifique et médicale de l'Ouest, Rennes, 1895)[58].

### 1896
- Note sur la greffe des arbres fruitiers (Le Cidre et le Poiré, 1896, avec deux figures)[59].
- Du choix du greffon dans les arbres fruitiers (Le Cidre et le Poiré, 1896, avec 2 gravures).
- La Greffe du Chou cabus (Bulletin de la Société scientifique et médicale de l'Ouest, Rennes, 1896).
- La Greffe depuis l'Antiquité jusqu'à nos jours ([51], in-8, avec 7 planches et gravures dans le texte, Le Mans, 1896)[60].
- La Chématobie et la greffe du Pommier (Le Cidre et le Poiré, 1896).
- Sur le noircissement du cidre (en collaboration avec Léon Marie Dufour) (Comptes rendus de l'Académie des sciences, 1896)[61].
- Recherches anatomiques sur les greffes herbacées et ligneuses Rennes, impr. de F. Simon, 1896, in-8°, 104 p[62],[63]

### 1897
- Influence réciproque du sujet et du greffon (La Pomologie française, Lyon, 1897).
- Considérations théoriques sur la greffe (Bulletin de la Société scientifique et médicale de l'Ouest, Rennes, 1897).
- Influence du sous-nitrate de bismuth sur le durcissement du cidre (en collaboration avec Léon Marie Dufour) (Comptes rendus de l'Académie des Sciences, 1897).
- Influence du sujet sur le greffon : hybrides de greffe, L'année biologique, Paris, 1897.
- Moyen pratique d'obtenir la graine de Chou fleur (Bulletin de la Société scientifique et médicale de l'Ouest, Rennes, 1897).
- La Culture du Poirier en pyramide pleureuse (Bulletin de la Société horticole d'Ille-et-Vilaine, Rennes, 1897).
- La Greffe des Solanées (Bulletin de la Société horticole d'Ille-et-Vilaine, Rennes, 1897)[64].
- Un nouveau procédé de greffage (Revue générale de Botanique, Paris, 1897).
- Les Champignons de la Mayenne (4e supplément) (Bulletin de la Société scientifique et médicale de l'Ouest, Rennes, 1897)[65].

### 1898
- Influence du sujet sur le greffon et réciproquement (Comptes rendus du Congrès horticole organisé en 1908 par la Société nationale d'Horticulture, Paris, 1898).
- Amélioration de la Carotte sauvage par sa greffe sur la Carotte cultivée (Comptes rendus de l'Académie des sciences, 1898).
- La Variation dans la greffe et l'hérédité des caractères acquis (Annales des sciences naturelles, Botanique, 226 pages et 10 planches en phototypie, Paris, 1898)[66].
- Préparation du greffon dans les greffes herbacées et les greffes ligneuses (Bulletin de la Société scientifique et médicale de l'Ouest, Rennes, 1898).
- Champignons nouveaux pour la Flore d'Ille-et-Vilaine (Bulletin de la Société scientifique et médicale de l'Ouest, Rennes, 1898).
- Un remède pour le cidre dur (en collaboration avec Léon Marie Dufour) (Le Cidre et le Poiré, Alençon, 1898).

### 1899
- Greffes de quelques Monocotylédones sur elles-mêmes (Comptes rendus de l'Académie des sciences, 1899).
- Le principe de la parenté botanique et la greffe (Comptes rendus de l'Association française pour l'Avancement des sciences, 1899).
- Quelques mots sur la préparation du greffon dans les greffes en écusson et les greffes herbacées (Bulletin de la Société horticole d'Ille-et-Vilaine, Rennes, 1899).
- Quelques greffes nouvelles (Bulletin de la Société scientifique et médicale de l'Ouest, Rennes, 1899).
- Variations dans les caractères des races de Haricots sous l'influence du greffage (Comptes rendus de l'Académie des sciences, 5 mars 1899).

### 1900
- Effets de la décortication annulaire chez quelques plantes herbacées (Comptes rendus de-l'Académie des sciences, 1900).
- Conditions de réussite des greffes (Revue générale de Botanique, Paris, 1900)[67].
- Sur quelques cas d'albinisme observés chez les Oiseaux d'Ille-et-Vilaine (Bulletin de la Société scientifique et médicale de l'Ouest, Rennes, 1900).
- L'Incision annulaire du Chou (Bulletin de la Société scientifique et médicale de l'Ouest, Rennes, 1900).
- Décortication annulaire de plantes herbacées (Bulletin de la Société scientifique et médicale de l'Ouest, Rennes, 1900).
- Sur les limites de possibilité du greffage chez les végétaux (Comptes rendus de l'Académie des sciences, 16 juillet 1900).
- Nouvelles observations sur le greffage et la décortication annulaire (Bulletin de la Société scientifique et médicale de l'Ouest, Rennes, 1900).
- Recherches sur la décortication annulaire de diverses plantes herbacées et ses rapports avec la greffe (Bulletin de la Société scientifique et médicale de l'Ouest, Rennes, 1900).
- De la concordance des sèves dans la greffe du Rosier (Bulletin de la Société scientifique et médicale de l'Ouest, Rennes, 1900).
- À propos de quelques greffes nouvelles (Bulletin de la Société scientifique et médicale de l'Ouest, Rennest

1900).

### 1901
- Notes préliminaires sur la structuré anatomique comparée des branches à bois et des branches fruitières dans le Poirier (Bulletin de la Société scientifique et médicale de l'Ouest, Rennes, 1901).
- Influence du lieu où l'on place l'écusson sur le sujet (Bulletin de la Société scientifique et médicale de l'Ouest, Rennes, 1901).
- Nouvelles observations anatomiques sur la structure comparée des branches dans les arbres fruitiers, sur la cicatrisation, l'effeuillage et le pincement dans les végétaux (Bulletin de la Société scientifique et médicale de l'Ouest, Rennes, 1901).
- Nouvelles observations sur le greffage et la décortication annulaire (Bulletin de la Société scientifique et médicale de l'Ouest, Rennes, 1901).
- Sur la valeur comparée du bourgeon latéral et des bourgeons latéraux dans la greffe en fente (Bulletin de la Société scientifique et médicale de l'Ouest, Rennes, 1901).
- Le Phénomène de la brûlure et ses rapports avec le régime de l'eau dans les plantes greffées (Bulletin de la Société scientifique et médicale de l'Ouest, Rennes, 1901).
- Les Variations spécifiques dans la greffe ou hybridation asexuelle, rapport présenté à la Société régionale de viticulture de Lyon, Congrès de l'hybridation de la vigne, tenu à l'hôtel de ville de Lyon, les 15–17 novembre 1901, Lyon, impr. P. Legendre, 1902, in-8°, 95 p., fig. (Rapport au Congrès international de l'hybridation de la Vigne, Lyon, 1901)[68].
- Comparaison anatomique entre le greffage, le pincement et la décortication annulaire (Comptes rendus de l'Académie des sciences, 18 novembre 1901)
- Le greffage mixte dans le greffage de la Vigne française sur la Vigne américaine (Revue des Hybrides, février 1901)[69].
- Une herborisation à Château-Gontier. Bull. Acad. Intern. Géogr. bot., 10e année, p. 241. 1901.

### 1902
- Observations sur la greffe, expériences de 1902 (Bulletin de la Société scientifique et médicale de l'Ouest, Rennes, 1902).
- La théorie des capacités fonctionnelles et ses conséquences en Agriculture (Bulletin de la Société scientifique et médicale de l'Ouest, 266 pages et XIX planches en phototypie, Rennes, 1902)[70].
- Variation spécifique et greffage dans la Vigne (Revue de Viticulture, Paris, 1902).
- Physiologie végétale appliquée à l'Arboriculture (Bulletin de la Société scientifique et médicale de l'Ouest, Rennes, 1902)[71].
- Sur les effets combinés du pincement et de l'effeuillage de la Vigne (Revue de viticulture, Paris, 1902).
- Création de variétés nouvelles par le greffage (Le Jardin, Paris, 1902).
- Sur une modification produite par la greffe chez le Scopolia carniolica (Comptes rendus de l'Académie des sciences, 1902).
- Sur l'utilisation des principes minéraux par les plantes greffées (En collaboration avec V. Thomas) (Comptes rendus de l'Académie des sciences, 1902[72].
- L'Exposition du Cinquantenaire (Rapport publié dans le Bulletin de la Société centrale d'Horticulture d'IIlle-et-Vilaine, 1902).
- L'Accoutumance dans le greffage (Lyon-Horticole, 1902).
- Sur la structure comparée du bourrelet dans les plantes greffées (Comptes rendus de l'Académie des sciences, 1902).

### 1903
- Quelques mots sur la greffe (Comptes rendus du Congrès d'Agriculture de Rome, 1903)[73].
- Peut-on modifier les habitudes des plantes par le greffage ? (Comptes rendus de l'Académie des sciences, 1903)[74].
- Sur une greffe en écusson de Lilas (Comptes rendus de l'Académie des sciences, 1903).
- Un nouvel hybride de greffe (Comptes rendus de l'Académie des sciences, 1903).
- Observations sur la greffe de quelques Composées Paris, Secrétariat de l'Association, (1904), in-8°, extrait des Comptes rendus de l'Association française pour l'avancement des sciences, Congrès d'Angers, 1903 (Comptes rendus de l'Association pour l'Avancement des sciences, Congrès d'Angers, 1903).
- Sur un cas de disjonction dans un hybride de Rosier (Bulletin de la Société centrale d'Horticulture, Rennes, 1903).
- Sur la structure de quelques plantes franchement remontantes (Bulletin de la Société scientifique et médicale de l'Ouest, Rennes, 1903).
- Sur la structure comparée du bourrelet dans les plantes greffées (Comptes rendus de l'Académie des Sciences, 1903).
- L'accoutumance dans le greffage (Lyon-Horticole, 1903).
- Questions de greffe (Revue de Viticulture, 24 septembre 1903).

### 1904
- Premières notes sur la reconstitution du vignoble par le greffage (Revue de Viticulture, Paris, 1904).
- Nouvelles observations sur les variations produites par le greffage dans la Vigne française (L'Œnophile, Bordeaux, 1904).
- Influence du greffage sur l'odeur des fleurs de la Vigne (Bulletin de la Société scientifique et médicale de l'Ouest, Rennes, 1904).
- Notes d'arboriculture expérimentale (Paris, 1904).
- Sur les effets du greffage de la Vigne (en collaboration avec Charles Laurent[Lequel ?]) (Comptes rendus de l'Académie des Sciences, 1904).
- Sur un hybride de greffe entre Poirier et Cognassier (Revue générale de Botanique, Paris, 1904)[75].
- Rapport au Ministre de Agriculture sur l'état du vignoble greffé (Bulletin du Ministère de l'Agriculture, 1904)[76].
- Sur divers effets tératologiques produits par une variation des capacités fonctionnelles dans les bourgeons (Bulletin de la Société scientifique et médicale de l'Ouest, Rennes, 1904).
- Composition comparée des moûts du Verdot greffé et franc de pied (en collaboration avec Charles Laurent[Lequel ?]) (Revue générale de Botanique, Paris, 1905)[77].

### 1905
- Les hybrides dans leurs relations avec le greffage et les vins (Revue de viticulture, 29 juillet 1905)[78].
- Sur les applications à l'horticulture de la théorie des capacités fonctionnelles. (Lyon-Horticole, 15 juillet 1905)[79].
- La question phylloxérique, le greffage et la crise viticole (grand in-810, 735 pages, 375 figures en photogravures et en couleurs, avec une préface de Gaston Bonnier, membre de l'Institut, Paris-Bordeaux, 1905-1919)[80].
- Sur deux cas de greffe (Comptes rendus de l'Académie des sciences, 1905).

### 1906
- Amédée furie et son œuvre (L'Œnophile, Bordeaux, 1906).
- Pierre Castel et son œuvre (L'Œnophile, Bordeaux, 1906).
- Les hybrides de greffe (Journal d'Horticulture et de Viticulture suisse, Genève, 1906).
- Sur la formation des thylles à la suite de la décortication annulaire et du greffage (Revue bretonne de botanique, Rennes, 1906)[81].
- Sur le transport des graines par l'eau des égouts (Revue bretonne de Botanique, Rennes, 1906).
- Assimilation et respiration comparées dans les greffes et les francs de pied (Revue bretonne de botanique, Rennes, 1906).
- Greffe du Rosier en écusson à œil poussant (Revue bretonne de botanique, Rennes, 1906).
- Essais de tératologie expérimentale : origine des monstruosités (Revue bretonne de botanique, Rennes, 1906-1907)[82].
- Une nouvelle station d'Ophrys apifera dans la Mayenne. Revue bretonne de botanique pure et appliquée, 2e année, no 3, p. 91.

### 1907
- Production expérimentale de grains de raisin sans pépins (Comptes rendus de l'Académie des sciences, 1907).
- Sur quelques variations observées dans le genre Rosier (Comptes rendus de l'Académie des sciences, 1907).
- Bellot des Minières et son œuvre (L'Œnophile, Bordeaux, 1907).

### 1908
- The crisis in the Wineyard (The Times, Londres, 25 avril 1908)[83].
- La crise vinicole mondiale (L'Œnophile, Bordeaux, 1908).
- Sur la greffe de quelques variétés de Haricots (Comptes rendus de l'Académie des sciences, 13 juillet 1908).
- La maladie du Chêne (Le Bonhomme Breton, Rennes, 22 août 1908; L'Œnophile, Bordeaux, 1908).
- La première session mycologique de l'Ouest (Revue bretonne de Botanique, Rennes, 1908).
- Les facteurs morphogéniques chez les végétaux (Revue bretonne de Botanique, Rennes, 1908).
- Modifications de structure causées chez les végétaux par des variations de répartition des sèves (Congrès des Sociétés savantes, Rennes, 1908).
- Floraison anormale des arbres fruitiers à pépins sous l'influence de certains procédés de faille (Congrès des Sociétés savantes, Rennes, 1908).
- La Question phylloxérique, le greffage et la crise viticole…, préface de M. Gaston Bonnier, Bordeaux, Féret et fils, 1908 (dépôt 1911), in-4°, 184 p., fig. et pl., fascicule II. - Bordeaux impr. de G. Gounouilhou, 1908, fig., pl. en noir et coloriée... ; fascicule III. — 1919 [84]
- Sur la production expérimentale de certaines monstruosités (Congrès des Sociétés savantes, Rennes, 1908).
- Sur le greffage de quelques Composées Radiées et ses effets (Congrès des Sociétés savantes, Rennes, 1908).
- Sur l’application de la photographie en couleurs à la mycologie (Congrès des Sociétés savantes, Rennes, 1908).

### 1909
- Sur un nouvel hybride de greffe entre Aubépine et Néflier (Comptes rendus de l'Académie des sciences, 1909; Journal d'Horticulture suisse, Genève, 1909).
- Influence de la greffe sur quelques plantes vivaces par leurs rhizomes (Comptes rendus de l'Académie des sciences, 15 février 1909).
- Un nouvel hybride de greffe, le Néflier de la Grange (Revue bretonne de Botanique, 1909).
- Sur des curieuses monstruosités provoquées par la taille (Revue horticole, Paris, 1909).
- Sur des variations produites par des déséquilibres de nutrition Paris, Impr. nationale, 1910, in-8°, 7 p. (Comptes rendus du Congrès des Sociétés savantes de Rennes, Paris, 1909).

### 1910
- Nouvelle classification des greffes et des procédés de greffage (Revue bretonne de botanique, Rennes, 1910).
- Sur les variations de résistance de quelques raisins à la suite du greffage (Revue bretonne de botanique, 1910).
- Des anomalies de floraison observées sur les Poiriers et les Pommiers cultivés dans les jardins (Revue horticole, Paris, 1910).
- Sur la persistance de l'accroissement intercalaire après le sectionnement des tiges de Gynerium argenteum (Revue bretonne de botanique, Rennes, 1910).
- Peut-on créer des vignobles en Bretagne ? (Revue bretonne de botanique, Rennes, 1910)[85].

### 1911
- Les greffes multiples (Revue horticole, Paris, 1911).
- Les greffes inverses (Revue horticole, Paris, 1911).
- Création d'un hybride de greffe dans le genre Rosier, la rose Gaston Bonnier (Le Jardin, Paris, 1911).
- Sur la réussite, le développement, la durée et la production des greffes (Revue bretonne de Botanique, Rennes, 1911 - 1912-1913)[86].
- Sur un Haricot vivace (Comptes rendus de l'Académie des Sciences, Paris, 1911 ).
- Étude biométrique de la descendance de Haricots greffés et de Haricots francs de pied (Comptes rendus de l'Académie des Sciences, Paris, 1911).
- Recherches biométriques sur un hybride de greffe entre Poirier et Cognassier (Comptes rendus de l'Académie des sciences, Paris, 1911).
- Sur la transformation d'un Chrysanthème à la suite du bouturage répété (Comptes rendus de l'Académie des sciences, Paris, 1911).

### 1912
- Notes sur quelques champignons récoltés dans l'Ouest de la France. (Revue Bretonne de Botanique), 7e année, no 1, p. 1 -6. 1912.
- L'hérédité chez le Haricot vivace (Revue bretonne de Botanique, 1912).
- Sur de nouvelles variations observées chez le Haricot vivace (Revue bretonne de Botanique, 1912).
- L'Affaire du Times (L'Œnophile, Bordeaux, 1912).
- Sur quelques procédés anormaux d'affranchissement des greffes ordinaires (Comptes rendus de l'Académie des sciences, 1912).
- Notice sur la chaire de Botanique appliquée (Revue bretonne de Botanique, 1912).
- Le professeur Louis Crié (Revue bretonne de Botanique, 1912).
- Greffe de la Carotte sur Fenouil poivré (Comptes rendus de l'Académie des sciences, 1912).
- Greffe du Cresson de fontaine sur le Chou moellier (Comptes rendus de l'Académie des sciences, 1912).

### 1913
- Nouvelles recherches sur la greffe des Brassica (Comptes rendus de l'Académie des sciences, t. 156, page 151, 24 février 1913).
- Sur un hybride de greffe entre Pêcher et Amandier (en collaboration avec M. Delpon) (Comptes rendus de l'Académie des sciences, t. 156, p. 2000, 30 juin 1913).
- Nouvelles recherches sur les greffes herbacées, un volume in-8°, 100 pages, 8 figures dans le texte et 54 planches la plupart en similigravures d'après photographies, Rennes, 1913) (Extrait de la Revue bretonne de Botanique, Rennes, 1913).
- Supplément à l'affaire du Times (L'Œnophile, Bordeaux, 1913).
- Le Maïs et ses anomalies florales (en collaboration avec M. Miège) (La Vie agricole et rurale, Paris, 14 juin 1913).
- Un nouvel hybride de greffe (Comptes rendus de l'Académie des sciences, t. 157, p. 995, 24 novembre 1913).
- Sur le passage, au travers du bourrelet des substances fabriquées par les plantes greffées (Revue horticole, Paris, 1913).
- La culture des roses sous cloche (Journal des Roses, 1913).
- Sur le polymorphisme de certains Champignons (Revue bretonne de Botanique, Rennes, 1913).
- Sur l'origine et la production des monstruosités (Revue horticole, Paris, 1er décembre 1913).

### 1914
- Notes tératologiques (Revue bretonne de botanique, Rennes, 1914).
- Variation de la poire Roosevelt par sur greffage (Revue bretonne de botanique, Rennes, 1914).
- Nouvelles recherches sur la greffe des Solanées (Revue horticole, Paris, 16 mars 1916).
- Sur les variations du chimisme et de la structure des Haricots greffés (Revue bretonne de botanique, Rennes, 1914).
- Classification rationnelle des symbioses (Revue générale de botanique, Paris, 1914).

### 1915
- L'hybridation asexuelle (Revue générale de botanique, Paris, 1914-1915)[87].

### 1916
- Essais de sélection de deux avoines cultivées (en collaboration avec E. Miège) (Annales des sciences naturelles, Botanique, 9e série, 1916 XX, 19).
- Recherches sur la flore d'Erquy et influence du climat marin sur la végétation, première Partie (Revue bretonne de Botanique, Rennes, 1916-1927).
- Sur les variations spécifiques du chimisme et de la structure provoquées par le greffage de la Tomate et du Chou cabus (Comptes rendus de l'Académie des sciences, 162, p. 397, 1916).
- Cultures expérimentales au bord de la mer (Comptes rendus de l'Académie des sciences, 163, p. 483, 1916).
- Sur les effets de l arrosage capillaire continu (Comptes rendus de l'Académie des sciences, 163, p. 525, 1916).
- Sur un fruit de Noyer contenant une amande de Coudrier (Revue générale de botanique, Paris, 1916).

### 1917
- Nouvelles recherches sur le sectionnement et la régénération chez les plantes (Revue générale de botanique, 15 mars 1917).
- Influence de la greffe sur les produits d'adaptation des Cactées (Comptes rendus de l'Académie des sciences, t. 164, p. 318, 12 février 1917).
- Comment préserver nos Chênes (Comptes rendus de l'Académie des sciences, 164, p. 957, 18 juin 1917).
- Hérédité de l'abréviation du développement chez la Carotte et la Betterave cultivées (Comptes rendus de l'Académie des sciences, t. 165, p. 340; 1917).

### 1918
- Extension des limites de culture de la Vigne au moyen de certains hybrides (Comptes rendus de l'Académie des Sciences, t. 116, p. 297, 1918) (en collaboration avec M. Teulié).
- Action du climat marin sur la floraison de l'Asphodelus luteus (Comptes rendus de l'Académie des Sciences, t. 167, p. 458, 1918).

### 1919
- Hérédité transitoire à la suite de la greffe Moutarde sur Chou (Revue bretonne de Botanique, Rennes, 1919).
- Un nouveau microtome (Revue bretonne de Botanique, - Rennes, 1919).
- Étude anatomique des auto greffes de Sélaginelle et de Vanille (Revue bretonne de Botanique, Rennes, 1919).
- Sur la stabilité et l'hérédité des Crataegomespilus et des Pirocydonia (Comptes rendus de l'Académie des Sciences, t. 169, p. 513, et Revue bretonne de Botanique, Rennes, 1919).
- Recherches expérimentales sur les causes de l'émersion des feuilles de Nénuphar (Comptes rendus de l'Académie des Sciences, t. 169, p. 998, et Revue bretonne de Botanique, Rennes. 1919).
- Nouvelles études sur les greffes herbacées (Revue bretonne de Botanique, Rennes, 1919).
- Dépôts coquilliers aux environs du bourg d'Erquy (Côtes-du-Nord) (Revue bretonne de Botanique, Rennes, 1919) (En collaboration avec Julien Thoulet), et Comptes rendus de l'Académie des Sciences, t. 169, p. 240, 4 août 1919).
- Cultures maraîchères expérimentales au bord de la mer (Comptes rendus de l'Académie des Sciences, t. 168, p. 116, 1919).
- Recherches sur le développement comparé de la Laitue au soleil et à l'ombre (Comptes rendus de l'Académie des Sciences, t. 168, p. 1117, 1919).
- Épilogue de l'affaire du Time, Bordeaux, Gounouilhon, 1919

### 1920
- Réactions antagonistiques et rôle du bourrelet chez les plantes greffées (Comptes rendus de l'Académie des sciences, t. 170, p. 285 et 1512, 1920).
- Obtention d'une race nouvelle d'Asphodèle par l'action du climat marin (Comptes rendus de l'Académie des sciences, t. 170, p. 1332, et Revue générale de Botanique, Paris, 1921).
- Recherches sur la greffe des Solanum (Comptes rendus de l'Académie des Sciences, t. 171, p. 1074, 29 novembre 1920).
- Recherches anatomiques sur les greffes des Chenopodium et des Mercuriales (Revue bretonne de botanique, Rennes, 1920).
- Influence de la greffe sur les tropismes naturels de certaines plantes (Revue bretonne de Botanique, Rennes, 1920).
- Sur les stations anormales de certaines plantes (Bulletin de Mayenne-Sciences, Laval, 1920).
- Excursions botaniques dans les Côtes-du-Nord (Revue bretonne de Botanique, Rennes, 1920).
- Diagnoses de quelques espèces nouvelles de Champignons (Revue bretonne de Botanique, Rennes, 1920).
- Sur la culture de la rose et du jasmin et de quelques autres plantes à essence dans le midi de la France, L'Ouest-Éclair, 1920 (Rapport confié à Lucien Louis Danielet à Eugène Meunissier)

### 1921
- Variations de la fonction de réserve chez les Hélianthées greffées (Revue bretonne de Botanique, Rennes, 1920-1921).
- Le greffage, sa théorie et ses applications rationnelles (Bulletin des recherches et inventions, Paris, 1921). Ouvrage paru en volume à la librairie Eyrolles, 3, rue Thénard, 1922).
- A propos des greffes Soleil sur Topinambour (Comptes rendus de l'Académie des sciences, t. 172, p. 610, 1921)
- Nouvelles recherches sur les greffes d'Hellarithus (Comptes rendus de l'Académie des sciences, t. 173, p. 1482, 19 décembre 1921).
- La réussite des greffes est-elle le critérium, de la parenté relative des espèces ? (Revue bretonne de Botanique, Rennes, 1921).
- Notes mycologiques (Revue bretonne de Botanique, Rennes, 1921).

### 1922
- Le Greffage. Sa théorie et ses applications rationnelles, Vannes, impr. Latolye frères et Cie ; Paris, Léon Eyrolles, libraire-éditeur, 3, rue Thénard, 1922, in-8, 138 p. avec figures. Bibliothèque de la direction des recherches et inventions
- Notes botaniques et biologiques sur les Menthes (Congrès des Plantes médicinales de Bourges, juin 1922).
- Sur la formation de tubercules souterrains dans une greffe de Topinambour sur Soleil annuel (Revue bretonne de Botanique, Rennes, 1922).
- Premières études sur l'action de l'éclairement unilatéral et des verres de couleur sur la tuberculisation de quelques plantes (Revue bretonne de Botanique, Rennes, 1922).
- Variations de la résistance au froid chez les plantes greffées (Revue bretonne de botanique, Rennes, 1922).
- Sur des hyperbioses de Soleil et de Topinambour (Comptes rendus de l'Académie des sciences, t. 175, p. 984, 1922, et Revue bretonne de Botanique, 1922).
- Sur les tiges dressées ou stipes de quelques Fougères indigènes (Revue bretonne de botanique, Rennes, 1922).

### 1923
- La dégénérescence des plantes cultivées (Revue Mon Pays, 1923).
- Régénérescence de la Pomme de terre par la greffe (Mon Pays, et Comptes rendus de l'Académie des Sciences, t. 176, p. 857, 1923).
- Nouvelles recherches sur la migration de l'inuline chez les plantes greffées (Revue bretonne de Botanique, 63 p., 14 fig. dans le texte et 36 planches, Rennes, 1923).
- Nouvelles notes mycologiques (Revue bretonne de Botanique, avec 4 planches en couleurs, Rennes, 1923).
- Recherches sur les variations du chimisme chez les plantes greffées (Comptes rendus de l'Académie des Sciences, t. 177, p. 894, 4 novembre 1923) (En collaboration avec Jean Ripert).
- Nouvelles recherches sur la migration de l'inuline dans les Composèes (Comptes rendus de l'Académie des Sciences, t. 176, p. 999, 1923).
- Variations des parfums sous l'influence du greffage (Comptes rendus de l'Académie des Sciences, t. 177, p. 1135, 1923).
- Hérédité d'un caractère acquis par greffe chez le Topinambour (Comptes rendus de l'Académie des Sciences, t. 177, p. 1449, 1923).
- Sur les vins et eaux-de-vie récoltés dans le vignoble de Vern (Revue bretonne de Botanique, Rennes, 1923).
- Variations in Plant Parfumes produced by grafting (The Perfumery and essential oil Record, avril 1923).
- Les hybrides de greffe (Congrès international d'Horticulture scientifique et de Génétique, Amsterdam, 1923).

### 1924
- Coexistence de l'amidon et de l'inuline dans certaines Composées (Comptes rendus de l'Académie des Sciences, t. 178, p. 712, 1924).
- Migration hivernale de l'inuline des tubercules aériens du Topinambour (Comptes rendus de l'Académie des Sciences, t. 178, p. 1205, 1923).
- L'hérédité chez les plantes greffées (Comptes rendus de l'Académie des Sciences, t. 179, p. 1198, 18 novembre 1924).
- Nouvelles recherches sur les hybrides de greffe et l'hérédité chez les plantes greffées(Revue bretonne de Botanique, XXXVI planches en photogravure et figures dans le texte, Rennes, 1924).
- Sur les variations provoquées chez quelques plantes par les changements de niveau de l'eau au cours de leur végétation (Revue bretonne de Botanique, Rennes, 1923-1924).
- Recherches expérimentales sur le rôle du bourrelet de la greffe (Revue bretonne de Botanique, Rennes, 1924).
- A propos de quelques greffes de Rosacées (Revue bretonne de Botanique, Rennes, 1924).
- La greffe des plantes à parfum (Revue des Marques de la Parfumerie, Paris, mars 1924).
- (avec Émile Perrot) Les plantes médicinales de Bretagne, Rennes, Imprimerie de L'Ouest-Éclair, 1924, in-16, fig[88].

### 1925
- Nouvelles observations sur les Hybrides de Greffe et l'hérédité chez les plantes greffées, impr. Oberthur, 1925
- Études sur la greffe (Revue bretonne de Botanique, Rennes, 1925, avec nombreuses figures et planches)[89].
- Nouvelles recherches sur les greffes de Solanum Dulcamara et d'Atropa Belladona (Revue bretonne de Botanique, Rennes, 1925).
- Greffe de Douce Amère sur racines de Belladone (en collaboration avec E. Potel) (C. R., t. 181, 7 septembre 1925).
- Nouvelles recherches sur l'Hérédité chez le Topinambour greffé (Comptes rendus de l'Académie des sciences, t. 180, p. 1426).
- La greffe, ses effets et ses applications (Revue de botanique appliquée à l'Agriculture coloniale, vol. V, no 41, 31 janvier 1925).

### 1926
- Monstruosités provoquées chez la Jacinthe par la suppression des racines (Revue bretonne de Botanique, Rennes, 1926).
- Nouvelles observations sur la greffe (Revue bretonne de Botanique, Rennes, 1926).
- L'hérédité intermittente chez le Topinambour (Comptes rendus de l'Académie des sciences, t. 184, p. 908, 1926).
- L'hérédité des caractères acquis chez les plantes greffées (Congrès international d'Ithaca, New York, avec 12 pl. en photogravure, août 1926)[90].
- Greffage et acclimatation (Revue d'Histoire naturelle appliquée, première partie, VII, 178-192, 1926).

### 1927
- A propos des Chimères (Revue bretonne de Botanique, no 1, Rennes, mars 1927).
- Un nouveau mode d'hérédité : l'Hérédité intermittente (Revue bretonne de Botanique, n° l, Rennes, mars 1927).
- Sur les variations de la descendance des Topinambours greffés (première Note) (CR de l'Académie des sciences, t. 185, p. 968, 1927)
- L'hérédité de l Absinthe greffée sur Chrysanthème arborescent (Comptes rendus de l'Académie des sciences, t. 185, p. 1064, 1927).
- Variations de l'appareil sécréteur chez diverses plantes greffées (Comptes rendus de l'Académie des sciences, t. 185, p. 1296, 1927).
- Recherches sur l'hérédité des symbiomorphoses ou variations spécifiques produites par la greffe (Revue bretonne de botanique, no 2, 1927, et no 1, 1928).

### 1928
- 'Nouvelles observations sur les variations de la descendance des Topinambours greffés (Comptes rendus de l'Académie des sciences, t. 186, p. 785, 1928).
- Variations de Voxalate de calcium chez certaines plantes greffées (Comptes rendus de l'Académie des Sciences. t. 186, 23 avril 1928).
- La culture de la Vigne en Bretagne, son histoire, son état présent et son avenir (Congrès de l'Association bretonne à Quimperlé, 4 juillet 1928).
- Sur la formation des thylles chez les plantes greffées (Comptes rendus de l'Académie des sciences, 2 juillet 1928).
- La flore de l'îlot granitique de Gorron. Appauvrissement de la flore locale indigène, des cantons de Landivy et de Gorron, sous l'influence de l'agriculture. Revue bretonne de botanique, 1928, no 2, p. 107-108.

### 1929
- La culture de la vigne en Bretagne : son histoire, son état actuel et son avenir, A. Prud'homme, 1929
- Production de variétés nouvelles par le semis des graines de Topinambour greffé sur Soleil annuel, 1929, 204 p.

### 1931
- La culture du Lin à La Dorée (Mayenne) sous le Second Empire. Les Presses bretonnes. Saint-Brieuc, 1 brochure, 15 p. in-8. 1931.

### 1932
- Sur une curieuse greffe de Châtaignier et de Poirier. C. R. de l'Acad. des sc., no 5, 1er août 1932, p. 351-352. (Ce curieux phénomène naturel a fait auss l'objet, sous la signature de Lucien Daniel, de deux articles qui ont paru dans le journal L'Ouest-Éclair : 1° Un Poirier qui produit à la fois des poires et des châtaignes (31 juillet 1932); 2° L'histoire du Poirier qui produit des poires et châtaignes (14 août 1932).

### 1935
- Lutte pour la vie chez quelques curieuses associations végétales. Epiphytisme, saprophytisme et symbiose provisoires. Revue Bretonne de Botanique, 1935, p. 89-94, avec 2 fig. et une planche de 2 phot. 1935.

### 1937
- L'hérédité acquise chez le poireau bulbifère, Masson, 1937, 139 p.[91]

### 1940
- Les mystères de l'hérédité symbiotique. Points névralgiques scientifiques. Pensées, théories et faits biologiques, Rennes, R. Gobled. (S.M.), 1940, in-8, 292 p., fig., pl. en noir et en coul., portraits, graphique, errata.
- La science qui tue — L'infernale chimie de l'alimentation. Rennes, Gobled, 1940, in-16, 35 p., fig.

## Compléments

### Éponymie
- Une place à Rennes
- Un lotissement à La Dorée
- Un boulevard à Laval